# Paroecanthus pipizon
Paroecanthus pipizon är en insektsart som beskrevs av Otte, D. 2006. Paroecanthus pipizon ingår i släktet Paroecanthus och familjen syrsor. Inga underarter finns listade i Catalogue of Life.